# کاستلنووو بلبو
کاستلنووو بلبو (به ایتالیایی: Castelnuovo Belbo) یک کومونه در ایتالیا است که در استان آسته واقع شده‌است.

## خصوصیات
کاستلنووو بلبو ۹٫۴ کیلومترمربع مساحت و ۹۱۳ نفر جمعیت دارد و ۱۲۲ متر بالاتر از سطح دریا واقع شده‌است.